# Rhaphidophora brevispathacea
Rhaphidophora brevispathacea är en kallaväxtart som beskrevs av Adolf Engler och Kurt Krause. Rhaphidophora brevispathacea ingår i släktet Rhaphidophora och familjen kallaväxter. Inga underarter finns listade.